# 俄羅斯博物館
俄羅斯博物館（俄語：Государственный Русский музей）是位於俄羅斯聖彼得堡的一座美術館。舊名亞歷山大三世皇帝紀念俄羅斯美術館（Русский Музей Императора Александра III）。俄羅斯博物館是俄羅斯規模最大的博物館，另外俄羅斯博物館使用的米哈伊洛夫斯基宮也是19世紀早期俄羅斯新古典主義建築的傑作。俄羅斯博物館開館於1895年4月13日，是俄羅斯最早的國立美術館。除了大理石宮之外，俄羅斯博物館還使用大理石宮等建築作為別館。

## 外部連結
- Russian Museum website （页面存档备份，存于） （英語）
- Interiors of the Michael Palace I （页面存档备份，存于） （俄語）
- Interiors of the Michael Palace II （页面存档备份，存于） （俄語）
- Interiors of the Michael Palace III （页面存档备份，存于） （俄語）